# 1997年
1997年（1997 ねん）は、西暦（グレゴリオ暦）による、水曜日から始まる平年。平成9年。
この項目では、国際的な視点に基づいた1997年について記載する。

## 他の紀年法
- 干支：丁丑（ひのと うし）
- 日本（月日は一致）
  - 平成9年
  - 皇紀2657年
- 大韓民国（月日は一致）
  - 檀紀4330年
- 中華民国（月日は一致）
  - 中華民国86年
- 朝鮮民主主義人民共和国（月日は一致）
  - 主体86年
- 仏滅紀元：2539年 - 2540年
- イスラム暦：1417年8月21日 - 1418年9月1日
- ユダヤ暦：5757年4月22日 - 5758年4月2日
- UNIX時間：852076800 - 883612799
- 修正ユリウス日 (MJD)：50449 - 50813
- リリウス日 (LD)：151290 - 151654

※主体暦は、朝鮮民主主義人民共和国で本年制定された。

## カレンダー
| 1月 |    |    |    |    |    |    |
| 日  | 月 | 火 | 水 | 木 | 金 | 土 |
|     |    |    | 1  | 2  | 3  | 4  |
| 5   | 6  | 7  | 8  | 9  | 10 | 11 |
| 12  | 13 | 14 | 15 | 16 | 17 | 18 |
| 19  | 20 | 21 | 22 | 23 | 24 | 25 |
| 26  | 27 | 28 | 29 | 30 | 31 |    |
|     |    |    |    |    |    |    |

| 2月 |    |    |    |    |    |    |
| 日  | 月 | 火 | 水 | 木 | 金 | 土 |
|     |    |    |    |    |    | 1  |
| 2   | 3  | 4  | 5  | 6  | 7  | 8  |
| 9   | 10 | 11 | 12 | 13 | 14 | 15 |
| 16  | 17 | 18 | 19 | 20 | 21 | 22 |
| 23  | 24 | 25 | 26 | 27 | 28 |    |
|     |    |    |    |    |    |    |

| 3月 |    |    |    |    |    |    |
| 日  | 月 | 火 | 水 | 木 | 金 | 土 |
|     |    |    |    |    |    | 1  |
| 2   | 3  | 4  | 5  | 6  | 7  | 8  |
| 9   | 10 | 11 | 12 | 13 | 14 | 15 |
| 16  | 17 | 18 | 19 | 20 | 21 | 22 |
| 23  | 24 | 25 | 26 | 27 | 28 | 29 |
| 30  | 31 |    |    |    |    |    |
|     |    |    |    |    |    |    |

| 4月 |    |    |    |    |    |    |
| 日  | 月 | 火 | 水 | 木 | 金 | 土 |
|     |    | 1  | 2  | 3  | 4  | 5  |
| 6   | 7  | 8  | 9  | 10 | 11 | 12 |
| 13  | 14 | 15 | 16 | 17 | 18 | 19 |
| 20  | 21 | 22 | 23 | 24 | 25 | 26 |
| 27  | 28 | 29 | 30 |    |    |    |
|     |    |    |    |    |    |    |

| 5月 |    |    |    |    |    |    |
| 日  | 月 | 火 | 水 | 木 | 金 | 土 |
|     |    |    |    | 1  | 2  | 3  |
| 4   | 5  | 6  | 7  | 8  | 9  | 10 |
| 11  | 12 | 13 | 14 | 15 | 16 | 17 |
| 18  | 19 | 20 | 21 | 22 | 23 | 24 |
| 25  | 26 | 27 | 28 | 29 | 30 | 31 |
|     |    |    |    |    |    |    |

| 6月 |    |    |    |    |    |    |
| 日  | 月 | 火 | 水 | 木 | 金 | 土 |
| 1   | 2  | 3  | 4  | 5  | 6  | 7  |
| 8   | 9  | 10 | 11 | 12 | 13 | 14 |
| 15  | 16 | 17 | 18 | 19 | 20 | 21 |
| 22  | 23 | 24 | 25 | 26 | 27 | 28 |
| 29  | 30 |    |    |    |    |    |
|     |    |    |    |    |    |    |

| 7月 |    |    |    |    |    |    |
| 日  | 月 | 火 | 水 | 木 | 金 | 土 |
|     |    | 1  | 2  | 3  | 4  | 5  |
| 6   | 7  | 8  | 9  | 10 | 11 | 12 |
| 13  | 14 | 15 | 16 | 17 | 18 | 19 |
| 20  | 21 | 22 | 23 | 24 | 25 | 26 |
| 27  | 28 | 29 | 30 | 31 |    |    |
|     |    |    |    |    |    |    |

| 8月 |    |    |    |    |    |    |
| 日  | 月 | 火 | 水 | 木 | 金 | 土 |
|     |    |    |    |    | 1  | 2  |
| 3   | 4  | 5  | 6  | 7  | 8  | 9  |
| 10  | 11 | 12 | 13 | 14 | 15 | 16 |
| 17  | 18 | 19 | 20 | 21 | 22 | 23 |
| 24  | 25 | 26 | 27 | 28 | 29 | 30 |
| 31  |    |    |    |    |    |    |
|     |    |    |    |    |    |    |

| 9月 |    |    |    |    |    |    |
| 日  | 月 | 火 | 水 | 木 | 金 | 土 |
|     | 1  | 2  | 3  | 4  | 5  | 6  |
| 7   | 8  | 9  | 10 | 11 | 12 | 13 |
| 14  | 15 | 16 | 17 | 18 | 19 | 20 |
| 21  | 22 | 23 | 24 | 25 | 26 | 27 |
| 28  | 29 | 30 |    |    |    |    |
|     |    |    |    |    |    |    |

| 10月 |    |    |    |    |    |    |
| 日   | 月 | 火 | 水 | 木 | 金 | 土 |
|      |    |    | 1  | 2  | 3  | 4  |
| 5    | 6  | 7  | 8  | 9  | 10 | 11 |
| 12   | 13 | 14 | 15 | 16 | 17 | 18 |
| 19   | 20 | 21 | 22 | 23 | 24 | 25 |
| 26   | 27 | 28 | 29 | 30 | 31 |    |
|      |    |    |    |    |    |    |

| 11月 |    |    |    |    |    |    |
| 日   | 月 | 火 | 水 | 木 | 金 | 土 |
|      |    |    |    |    |    | 1  |
| 2    | 3  | 4  | 5  | 6  | 7  | 8  |
| 9    | 10 | 11 | 12 | 13 | 14 | 15 |
| 16   | 17 | 18 | 19 | 20 | 21 | 22 |
| 23   | 24 | 25 | 26 | 27 | 28 | 29 |
| 30   |    |    |    |    |    |    |
|      |    |    |    |    |    |    |

| 12月 |    |    |    |    |    |    |
| 日   | 月 | 火 | 水 | 木 | 金 | 土 |
|      | 1  | 2  | 3  | 4  | 5  | 6  |
| 7    | 8  | 9  | 10 | 11 | 12 | 13 |
| 14   | 15 | 16 | 17 | 18 | 19 | 20 |
| 21   | 22 | 23 | 24 | 25 | 26 | 27 |
| 28   | 29 | 30 | 31 |    |    |    |
|      |    |    |    |    |    |    |

## できごと

### 1月
- 1月1日 - コフィー・アナンが国際連合事務総長に就任（第一期）した[1]。

### 2月
- 2月10日-神戸児童連続殺傷事件-第一の事件が発生する。
- 2月22日 - 世界初のクローン羊（ドリー）開発の成功が判明。

### 3月
- 3月13日 - アメリカ合衆国アリゾナ州近辺でUFOとも目されるかの発光移動現象目撃事件（「フェニックスの光」の項参照）。

### 4月
- 4月13日 - 男子プロゴルフの第61回マスターズ・トーナメントでタイガー・ウッズが大会最年少で初優勝。
- 4月15日 - 北朝鮮で金剛山青年線が開通。
- 4月22日 - ペルー日本大使館公邸に特殊部隊突入、人質全員解放（在ペルー日本大使公邸占拠事件）。
- 4月29日 - 化学兵器禁止条約が発効した[2]。

### 5月
- 5月1日 - この日行われたイギリスの総選挙で労働党が勝利。翌日、同党党首のトニー・ブレアが首相に就任、労働党は18年ぶりの政権奪還を果たした。（→1997年イギリス総選挙）
- 5月11日 - IBMのコンピューター・ディープ・ブルーが史上初めてチェス世界チャンピオンのガリー・カスパロフを破る。
- 5月14日 - 航空連合・スターアライアンスが設立。
- 5月17日 - ザイール独裁政権が崩壊。コンゴ民主共和国となる。

### 6月
- 6月12日 - 2005年万国博覧会の会場が愛知県瀬戸市に決定する。
- 6月20日 - アメリカ合衆国でデンバーサミット開催。

### 7月
- 7月1日 - 香港がイギリスから返還される。（香港返還）
- 7月2日 - タイ政府によるタイバーツの変動相場制導入により、アジア通貨危機が始まる。
- 7月4日 - 米国の火星探査機が火星に着陸。
- 7月5日 - カンボジア、カンボジア人民党のフン・センがクーデターをおこした。
- 7月23日 - ラオスが東南アジア諸国連合 (ASEAN) に加盟。

### 8月
- 8月1日 - 航空機メーカーのマクドネル・ダグラスがボーイングに吸収合併される。
- 8月4日 - 世界最高齢のフランス人女性、ジャンヌ・カルマンが122歳で死去。
- 8月6日
  - ソウル発グアム行きの大韓航空801便ボーイング747-300型機がグアム国際空港への着陸進入中に墜落、乗員乗客254名中228名が死亡（大韓航空801便墜落事故）。
  - マイクロソフトが1億5000万ドル相当のApple Computer株を購入し、両社は業務提携およびライセンス交換に合意する。
- 8月31日 - ダイアナ元イギリス王太子妃、パリで交通事故死。

### 9月
- 9月5日 - マザー・テレサ死去。
- 9月6日
  - ヴェネツィア国際映画祭で北野武監督の日本映画『HANA-BI』が金獅子賞（グランプリ）を受賞。
  - ダイアナ元イギリス皇太子妃葬儀。
- 9月13日 - インドにてマザー・テレサ国葬。
- 9月18日
  - オスロでの政府間会合で対人地雷全面禁止条約が採択される。
  - インドネシアのメナド・トゥア島でシーラカンスの新種、インドネシア・シーラカンスの現生が確認される。
- 9月22日 - X JAPAN、解散を発表。
- 9月26日 - Apple Computer、Mac OS 8を発売。

### 10月
- 10月8日 - 金正日、朝鮮労働党総書記に就任。
- 10月17日 - ペルー早稲田大学探検部員殺害事件が発生（当初失踪事件として扱われ、12月にペルーイキトスの東約200km離れたアマゾン川の陸軍監視所付近で遺体発見）。

### 11月
- 11月16日 - サッカー日本代表が延長戦の末3-2でイランを下し、ワールドカップ（フランス大会）初出場を決める。（ジョホールバルの歓喜）
- 11月17日 - エジプトルクソール神殿でイスラム過激派によるテロ事件。（ルクソール事件）
- 11月18日 - まんが名作劇場サザエさん放送終了。

### 12月
- 12月1日 - 地球温暖化防止京都会議開幕。11日、京都議定書が採択される。
- 12月16日 - この日放送されたテレビアニメ『ポケットモンスター』が原因で、ポケモンショックが発生する。
- 12月19日 - この日行われた韓国大統領選挙で、野党の新政治国民会議の大統領候補である金大中が、与党ハンナラ党の李会昌候補を僅差で破って当選を果たす。韓国憲政史上初の平和的な与野党の政権交代。（→1997年大韓民国大統領選挙）
- 12月30日 - 韓国で死刑囚23人が死刑執行される。この日以降現在まで死刑の執行命令はない。
- 12月31日 - X JAPAN、東京ドームにて「THE LAST LIVE〜最後の夜〜」を行う。

## 天候・天災・観測等
- ペルー沖でそれまでの観測史上最大規模のエルニーニョ現象が発生し、世界規模で干ばつや洪水などの異常気象が発生した。
- 3月下旬〜4月上旬 - ヘール・ボップ彗星が非常に明るく観測される。

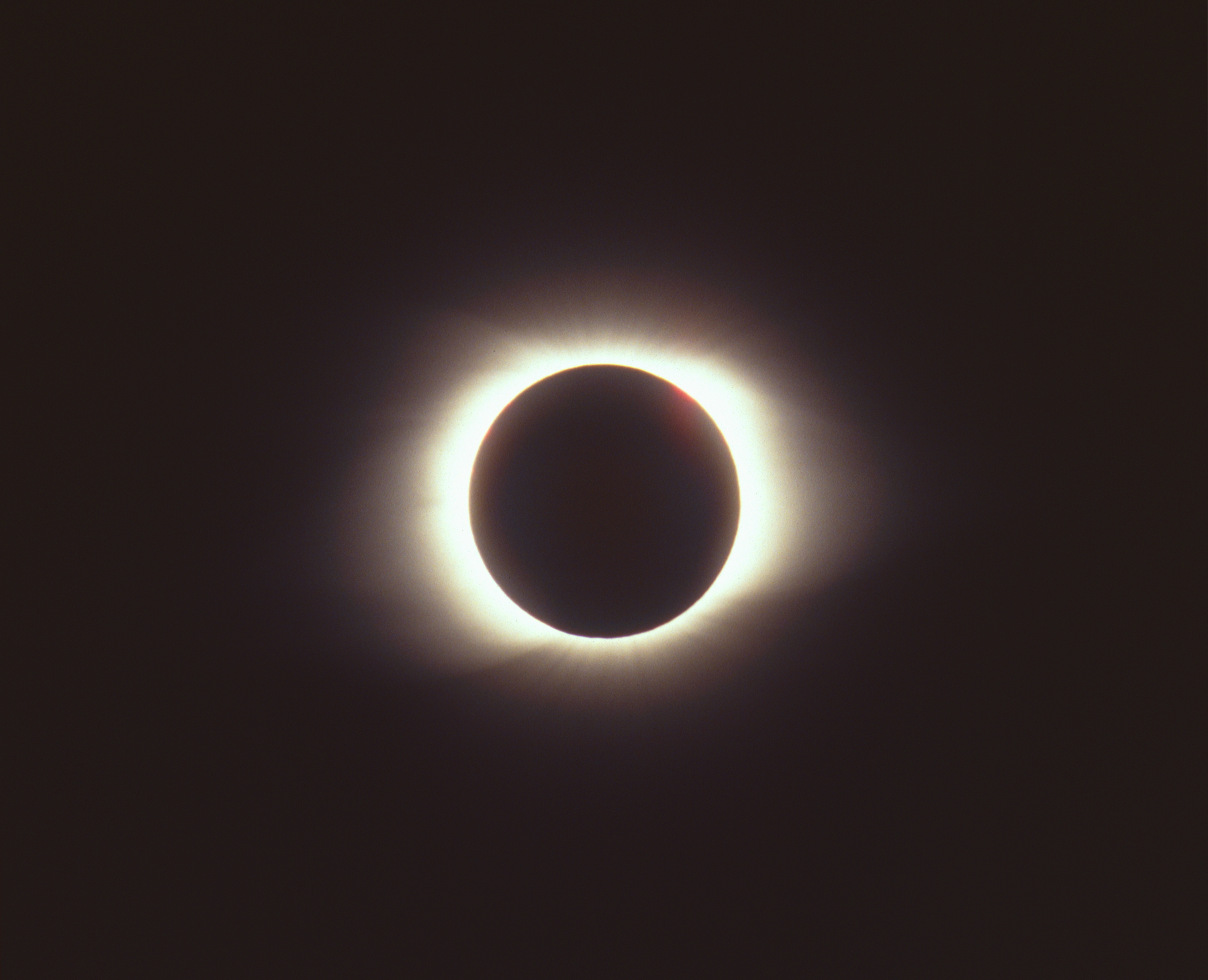
ロシアチタでの皆既日食

- 3月9日 - 東アジアからアラスカで日食。中でもモンゴルからシベリア東部では皆既日食となる。日本では部分日食（詳細は1997年3月9日の日食を参照）。

## 芸術・文化・ファッション

### スポーツ
- 女子テニスのマルチナ・ヒンギスが1月の全豪オープンテニスで「16歳3か月」の史上最年少優勝、3月31日に最年少世界ランキング1位。男子ゴルフのタイガー・ウッズが4月のマスターズ・ゴルフで「21歳3か月」の最年少優勝を遂げる。本年の春にヒンギスとウッズの両選手が「最年少フィーバー」を沸き起こした。
- ダカール・ラリーで篠塚建次郎（三菱自動車）が四輪部門で日本人初の総合優勝。日野自動車がトラック部門で優勝。
- 野球
- モータースポーツ
  - F1世界選手権
    - ドライバーズチャンピオン ジャック・ヴィルヌーヴ（ウィリアムズ）
    - コンストラクターズチャンピオン ウィリアムズ・ルノー

  - 世界ラリー選手権
    - ドライバーズチャンピオン トミ・マキネン（三菱）
    - マニファクチャラーズチャンピオン スバル

  - ロードレース世界選手権
    - 500cc ミック・ドゥーハン
    - 250cc マックス・ビアッジ

### 映画
日付は本国公開日。
本国公開・日本公開ともに当年
- 2月28日 - フェイク（監督：マイク・ニューウェル）
- 5月30日 - ブエノスアイレス（監督：ウォン・カーウァイ）
- 6月27日 - ヘラクレス
- 8月29日 - フル・モンティ（監督：ピーター・カッタネオ）
- 11月21日 - アナスタシア
- 12月19日 - タイタニック（監督：ジェームズ・キャメロン）

本国公開映画（日本公開は翌年以降）
- 3月26日 - キャッツ・ドント・ダンス
- 5月 - 桜桃の味（監督：アッバス・キアロスタミ）
- 6月27日 - フェイス/オフ（監督：ジョン・ウー）
- 9月19日 -  L.A.コンフィデンシャル（監督：カーティス・ハンソン）
- 10月10日 - ブギーナイツ（監督：ポール・トーマス・アンダーソン）
- 10月24日 - ガタカ（監督：アンドリュー・ニコル）
- 11月7日 - スターシップ・トゥルーパーズ（監督：ポール・バーホーベン）
- 12月5日 - グッド・ウィル・ハンティング/旅立ち（監督：ガス・ヴァン・サント）
- 12月12日 - 007 トゥモロー・ネバー・ダイ（監督：ロジャー・スポティスウッド）
- 12月20日 - ライフ・イズ・ビューティフル（監督：ロベルト・ベニーニ）
- 運動靴と赤い金魚（監督：マジッド・マジディ）

#### イベント
- 2月 - マジック:ザ・ギャザリング（トレーディングカードゲーム）の第1回「アジアパシフィックチャンピオンシップ」開催。

#### コンピュータゲーム
- スクウェアがPS用ソフト『ファイナルファンタジーVII』(FF7) を1月に発売、全世界で1000万本以上を売り上げてシリーズ最大のヒットとなった。

### その他
- IBMのコンピュータ「ディープ・ブルー」がガルリ・カスパロフ（露）とチェスで対戦し、初めて世界チャンピオンに勝利を収めた[注 1]。

## 誕生

### 1月
- 1月1日 - チドジー・アワジーム、サッカー選手
- 1月2日 - カルロス・ソレール、サッカー選手
- 1月2日 - 沢村玲、歌手、俳優、タレント（ONE N' ONLY）
- 1月3日 - ジェレミー・ボガ、サッカー選手
- 1月4日 - 上村莉菜、アイドル（櫻坂46）
- 1月5日 - ヘスス・バジェホ、サッカー選手
- 1月6日 - デミ・オリモロイ、マイナーリーガー
- 1月6日 - 優、アイドル (CUBERS)
- 1月7日 - イザイア・ブラウン、サッカー選手
- 1月7日 - 石田亜佑美、アイドル（モーニング娘。）
- 1月7日 - オジー・アルビーズ、メジャーリーガー
- 1月7日 - 川村壱馬、歌手、ダンサー、俳優 (THE RAMPAGE from EXILE TRIBE)
- 1月7日 - パブロ・ロサリオ、サッカー選手
- 1月7日 - ラマー・ジャクソン、アメリカンフットボール選手
- 1月9日 - 西畑大吾、アイドル、俳優（なにわ男子）
- 1月9日 - Liyuu、コスプレイヤー、声優
- 1月10日 - 今野鮎莉、女優
- 1月11日 - コーディー・シンプソン、シンガーソングライター
- 1月17日 - ジェイク・ポール、YouTuber、俳優、プロボクサー
- 1月18日 - バム・アデバヨ、バスケットボール選手 (C)
- 1月21日 - ジェレミー・シャダ、俳優、声優
- 1月22日 - 生田絵梨花、女優、歌手、元アイドル（元乃木坂46）
- 1月23日 - ラマダン・ソブヒ、サッカー選手
- 1月25日 - 溝手るか、アイドル（SUPER☆GiRLS）
- 1月26日 - ジェディオン・ゼラレム、サッカー選手
- 1月26日 - ラミレス・ヨンデル、野球選手
- 1月29日 - 長谷川唯、サッカー選手
- 1月29日 - 平野紫耀、アイドル、俳優（Number_i、元King & Prince）
- 1月29日 - メロディー・チューバック、歌手

### 2月
- 2月1日 - ジヒョ、アイドル (TWICE)
- 2月3日 - ルイス・クック、サッカー選手
- 2月4日 - 中条あやみ、女優、モデル
- 2月5日 - パトリック・ロバーツ、サッカー選手
- 2月5日 - 松本穂香、女優
- 2月6日 - 後藤拓実、お笑いトリオ（四千頭身）
- 2月6日 - コリン・モリカワ、プロゴルファー
- 2月8日 - キャスリン・ニュートン、女優
- 2月9日 - セイクワン・バークリー、アメリカンフットボール選手
- 2月10日 - アダム・アームストロング、サッカー選手
- 2月10日 - クロエ・グレース・モレッツ、女優
- 2月10日 - ジョシュ・ジャクソン、バスケットボール選手 (SF, SG)
- 2月10日 - リリー・キング、競泳選手
- 2月11日 - ロゼ、アイドル (BLACKPINK)
- 2月12日 - 木野日菜、声優
- 2月13日 - 依田菜津、声優
- 2月14日 - ジェヒョン、アイドル (NCT)
- 2月15日 - 岡村大八、サッカー選手
- 2月15日 - デリック・ジョーンズ・ジュニア、バスケットボール選手 (SF)
- 2月16日 - 目黒蓮、アイドル、俳優 (Snow Man)
- 2月16日 - 茂木忍、アイドル（元AKB48）
- 2月17日 - 斎藤ちはる、アナウンサー、元アイドル（元乃木坂46）
- 2月18日 - ドギョム（朝鮮語版）、アイドル (SEVENTEEN)
- 2月23日 - ジャマール・マリー、バスケットボール選手 (SG)
- 2月23日 - 西沢幸奏、歌手
- 2月24日 - 矢倉楓子、元アイドル（元NMB48）
- 2月25日 - 相馬勇紀、サッカー選手
- 2月25日 - イザベル・ファーマン、女優
- 2月28日 - 芳根京子、女優

### 3月
- 3月2日 - 川尻蓮、アイドル (JO1)
- 3月3日 - カミラ・カベロ、シンガーソングライター
- 3月3日 - 村岡桃佳、チェアスキー選手
- 3月5日 - 今田美桜、女優、モデル
- 3月5日 - 矢野妃菜喜、声優
- 3月6日 - 成田あより、シンガーソングライター
- 3月6日 - 吉野北人、歌手、俳優 (THE RAMPAGE from EXILE TRIBE)
- 3月7日 - UraN、YouTuber（くれいじーまぐねっと）
- 3月8日 - 松井珠理奈、女優、元アイドル（元SKE48）
- 3月9日 - ニーヴ・ウィルソン、女優
- 3月10日 - ベリンダ・ベンチッチ、テニス選手
- 3月11日 - 岩谷翔吾、ダンサー、俳優 (THE RAMPAGE from EXILE TRIBE)
- 3月12日 - アラン・サン＝マクシマン、サッカー選手
- 3月13日 - ランドリー・シャメット、バスケットボール選手 (SG)
- 3月15日 - 黒島結菜、女優
- 3月17日 - 村上虹郎、俳優
- 3月18日 - イヴィチャ・ズバッチ、バスケットボール選手 (C)
- 3月18日 - シアラ・ブラヴォ、女優
- 3月18日 - 吉木千沙都、モデル
- 3月20日 - 都築拓紀、お笑いトリオ（四千頭身）
- 3月21日 - TINI、女優、歌手、ソングライター、ダンサー、モデル
- 3月24日 - ミナ、アイドル (TWICE)
- 3月27日 -  リサ、アイドル (BLACKPINK)
- 3月29日 - エセキエル・ポンセ、サッカー選手

### 4月
- 4月1日 - オリヴィア・スマート、フィギュアスケート選手
- 4月1日 - エイサ・バターフィールド、俳優
- 4月2日 - アブドゥルハーク・ヌーリ、サッカー選手
- 4月2日 - 桜井日奈子、女優、モデル
- 4月2日 - 中村嶺亜、アイドル（ジャニーズJr.、7 MEN 侍）
- 4月6日 - ミンギュ、アイドル (SEVENTEEN)
- 4月10日 - 梶原悠未、自転車競技選手
- 4月15日 - 中村海人、アイドル (Travis Japan)
- 4月15日 - メイジー・ウィリアムズ、女優
- 4月16日 - 小芝風花、女優、モデル
- 4月17日 - 熊沢世莉奈、元アイドル（元HKT48）
- 4月20日 - アレクサンダー・ズベレフ、テニス選手
- 4月22日 - ルイ・デレトラズ、レーシングドライバー
- 4月23日 - 金海珍、フィギュアスケート選手
- 4月25日 - 小田えりな、アイドル (AKB48)
- 4月29日 - アンジェラ芽衣、モデル
- 4月30日 - 玉川来夢、アイドル（アイドリング!!!29号）

### 5月
- 5月1日 - アリエル・ゲイド、女優
- 5月2日 - 大西亜玖璃、声優
- 5月6日 - 八木勇征、歌手、俳優 (FANTASTICS from EXILE TRIBE)
- 5月7日 - 髙木悠未、アイドル (LinQ)
- 5月8日 - 髙橋純平、プロ野球選手
- 5月12日 - フレンキー・デ・ヨング、サッカー選手
- 5月19日 - ビクター・ロブレス、メジャーリーガー
- 5月20日 - 三笘薫、サッカー選手
- 5月21日 - 山崎怜奈、タレント、元アイドル（元乃木坂46）
- 5月22日 - ラウリー・マルケネン、バスケットボール選手 (PF)
- 5月23日 - 浦川翔平、ダンサー (THE RAMPAGE from EXILE TRIBE)
- 5月25日 - リンカ・オーエン、タレント、ファッションモデル
- 5月31日 - 本村碧唯、アイドル（元HKT48）

### 6月
- 6月1日 - 西洸人、アイドル (INI)
- 6月5日 - 北澤早紀、元アイドル（元AKB48）
- 6月6日 - 山口茜、バドミントン選手
- 6月13日 - 渡辺勇大、バドミントン選手
- 6月14日 - 藤井風、歌手
- 6月15日 - 村山彩希、アイドル (AKB48)
- 6月18日 - マックス・レコーズ、俳優
- 6月21日 - フェルディナント・ズヴォニミル・ハプスブルク＝ロートリンゲン、レーシングドライバー
- 6月21日 - レベッカ・ブラック、歌手
- 6月22日 - ジョシュ・ネイラー、野球選手（外野手）
- 6月22日 - 向田真優、レスリング選手
- 6月30日 - 伊藤健太郎、俳優

### 7月
- 7月2日 - 林輝幸、クイズプレイヤー
- 7月2日 - マーキーズ・クリス、バスケットボール選手 (PF)
- 7月3日 -  仲川瑠夏、アイドル (FRUITS ZIPPER)
- 7月11日 - 牛牛、ピアニスト
- 7月12日 - マララ・ユサフザイ、人権運動家
- 7月15日 - 森本慎太郎、アイドル、俳優 (SixTONES)
- 7月17日 - OG・アヌノビー、バスケットボール選手 (SF)
- 7月17日 - パーラ・ヘイニー＝ジャーディン、女優
- 7月18日 - キアラ・ヘルツル、スキージャンプ選手
- 7月21日 - オコエ瑠偉、プロ野球選手
- 7月22日 - フィールド・ケイト、俳優
- 7月24日 - エムレ・モル、サッカー選手
- 7月30日 - 金子拓郎、サッカー選手
- 7月31日 - トーマス・ブライアント、バスケットボール選手 (C)

### 8月
- 8月3日 - アヤカ・ウィルソン、女優、タレント
- 8月4日 - マイク・ソロカ、野球選手（投手）
- 8月5日 - アダム・イリゴエン、俳優
- 8月5日 - オリヴィア・ホルト、女優、歌手
- 8月6日 - 堀夏喜、ダンサー、俳優 (FANTASTICS from EXILE TRIBE)
- 8月9日 - 阿部一二三、柔道家
- 8月9日 - 大橋和也、アイドル、俳優（なにわ男子）
- 8月9日 - 藤田菜七子、騎手
- 8月10日 - カイリー・ジェンナー、ファッションモデル、テレビタレント、女優
- 8月16日 - グレイソン・チャンス、シンガーソングライター
- 8月22日 - ラウタロ・マルティネス、サッカー選手
- 8月27日 - 川井友香子、アマチュアレスリング選手
- 8月30日 - 阿部顕嵐、アイドル (7ORDER)
- 8月31日 - 伊藤大海、プロ野球選手

### 9月
- 9月1日 - ジョングク、アイドル（BTS (防弾少年団)）
- 9月2日 - ブランドン・イングラム、バスケットボール選手
- 9月5日 - リン・シャン、モデル、チアリーダー
- 9月6日 - つくし、プロレスラー
- 9月8日 - ラーズ・ヌートバー、プロ野球選手
- 9月12日 - 中島由貴、声優
- 9月13日 - リア・カイザー、フィギュアスケート選手
- 9月18日 - アリソン・クリステル・ペルティケト、フィギュアスケート選手
- 9月18日 - 鈴木光、元クイズプレーヤー
- 9月20日 - 大西桃香、アイドル（元AKB48）
- 9月22日 - 宮近海斗、アイドル、俳優 (Travis Japan)
- 9月23日 - ジョン・コリンズ、バスケットボール選手 (PF)
- 9月29日 - 清水麻璃亜、元アイドル（元AKB48）
- 9月29日 - 花守ゆみり、声優
- 9月30日 - マックス・フェルスタッペン、レーシングドライバー
- 9月30日 - ヤナ・クドリャフツェワ、新体操選手

### 10月
- 10月2日 - タミー・アブラハム、サッカー選手
- 10月2日 - 杉咲花、女優
- 10月3日 - ジョナサン・アイザック、バスケットボール選手
- 10月3日 - 金博洋、フィギュアスケート選手
- 10月3日 - 高橋朱里、アイドル（Rocket Punch、元AKB48）
- 10月3日 - バンチャン、アイドル（Stray Kids)
- 10月6日 - カスパー・ドルベリ、サッカー選手
- 10月6日 - 曹志禕、フィギュアスケート選手
- 10月8日 - 玉城ティナ、女優、モデル
- 10月8日 - ベラ・ソーン、女優、歌手、ダンサー
- 10月10日 - 木村柾哉、アイドル (INI)
- 10月12日 - カンタン・グロセ、女優
- 10月13日 - 山本舞香、女優、モデル
- 10月16日 - 大坂なおみ、女子プロテニス選手
- 10月16日 - シャルル・ルクレール、レーシングドライバー
- 10月16日 - 榎原依那、グラビアアイドル
- 10月18日 - エア、YouTuber（くれいじーまぐねっと）
- 10月20日 - 藤原樹、ダンサー、俳優 (THE RAMPAGE from EXILE TRIBE)
- 10月21日 ‐ K、ダンサー、歌手、俳優 (&TEAM)
- 10月23日 - ミンニ、アイドル、女優 ((G)I-DLE)
- 10月26日 - 福地桃子、女優、タレント
- 10月27日 - ロンゾ・ボール、バスケットボール選手 (PG)
- 10月28日 - ウィンウィン、アイドル (NCT)
- 10月30日 - 神宮寺勇太、アイドル、俳優（Number_i、元King & Prince）

### 11月
- 11月1日 - アレックス・ウルフ、ミュージシャン、俳優
- 11月1日 - ノルディ・ムキエレ、サッカー選手
- 11月2日 - 星名美怜、アイドル（元私立恵比寿中学）
- 11月3日 - 北村匠海、歌手、俳優 (DISH//)
- 11月7日 - THE8 、アイドル (SEVENTEEN)
- 11月14日 - 松倉海斗、アイドル、俳優 (Travis Japan)
- 11月16日 - 大川泰雅、俳優、TikToker
- 11月18日 - ホープ・タラ、シンガーソングライター
- 11月19日 - 琴櫻将傑、大相撲力士
- 11月19日 - 白岩瑠姫、アイドル (JO1)
- 11月19日 - レイチェル・パーソンズ、フィギュアスケート選手
- 11月21日 - 旗手怜央、サッカー選手
- 11月23日 - 竹内朱莉、アイドル（アンジュルム）
- 11月24日 - 関哲汰、歌手、俳優、タレント（ONE N' ONLY）
- 11月25日 - デニス・スミス・ジュニア、バスケットボール選手 (PG)
- 11月26日 - 相楽伊織、元アイドル、ファッションモデル、女優（元乃木坂46）
- 11月27日 - 松島聡、アイドル、俳優 (timelesz)
- 11月28日 - こうちゃん、クイズプレイヤー

### 12月
- 12月2日 - デアンドレ・ハンター、バスケットボール選手 (SF)
- 12月10日 - スーツ、YouTuber
- 12月11日 - 井上苑子、シンガーソングライター
- 12月11日 - 堀島行真、フリースタイルスキー選手
- 12月16日 - ザラ・ラーソン、歌手
- 12月17日 - 宇野昌磨、フィギュアスケート選手
- 12月18日 - ロナルド・アクーニャ・ジュニア、野球選手（外野手）
- 12月20日 - デアーロン・フォックス、バスケットボール選手 (PG)
- 12月29日 - 高嶺朋樹、サッカー選手
- 12月30日 - 髙橋彩音、アイドル (AKB48)

## ノーベル賞
- 物理学賞 - スティーブン・チュー、クロード・コーエン＝タヌジ、ウィリアム・ダニエル・フィリップス
- 化学賞 - ポール・ボイヤー、ジョン・ウォーカー、イェンス・スコウ
- 生理学・医学賞 - スタンリー・B・プルシナー
- 文学賞 - ダリオ・フォ
- 平和賞 - 地雷禁止国際キャンペーン、ジョディ・ウィリアムズ
- 経済学賞 - ロバート・マートン、マイロン・ショールズ

### 死去
- 月日不明 - マイケル・コルレオーネ、小説・映画『ゴッドファーザー』の登場人物。（* 1920年）